# Andrew Castle
Andrew Nicholas Castle (Epsom, 15 novembre 1963) è un conduttore televisivo, allenatore di tennis ed ex tennista britannico.

## Carriera
In carriera ha vinto 3 titoli di doppio. Nei tornei del Grande Slam ha ottenuto il suo miglior risultato raggiungendo la finale di doppio misto agli Australian Open nel 1987, in coppia con la connazionale Anne Hobbs.
In Coppa Davis ha disputato un totale di 13 partite, ottenendo 3 vittorie e 10 sconfitte.

## Statistiche

### Singolare

#### Finali perse (1)
| Numero | Anno           | Torneo           | Superficie | Avversario in finale | Punteggio     |
| 1.     | 24 aprile 1988 | Seoul Open, Seul | Cemento    | Dan Goldie           | 3-6, 7-6, 0-6 |

### Doppio

#### Vittorie (3)
| Numero | Anno           | Torneo                                             | Superficie | Compagno     | Avversari in finale              | Punteggio     |
| 1.     | 24 aprile 1988 | Seoul Open, Seul                                   | Cemento    | Roberto Saad | Gary Donnelly Jim Grabb          | 6-7, 6-4, 7-6 |
| 2.     | 28 agosto 1988 | Rye Brook Open, Rye Brook                          | Cemento    | Tim Wilkison | Jeremy Bates Michael Mortensen   | 4-6, 7-5, 7-6 |
| 3.     | 7 gennaio 1990 | Australian Men's Hardcourt Championships, Adelaide | Cemento    | Nduka Odizor | Alexander Mronz Michiel Schapers | 7-6, 6-2      |

### Doppio

#### Finali perse (2)
| Numero | Anno           | Torneo                      | Superficie | Compagno     | Avversari in finale             | Punteggio |
| 1.     | 14 agosto 1988 | Canada Open, Toronto        | Cemento    | Tim Wilkison | Ken Flach Robert Seguso         | 6-7, 3-6  |
| 2.     | 23 giugno 1991 | Manchester Open, Manchester | Erba       | Nick Brown   | Omar Camporese Goran Ivanišević | 4-6, 3-6  |

### Doppio misto

#### Finali perse (1)
| Numero | Anno | Torneo                     | Superficie | Compagna   | Avversari in finale            | Punteggio     |
| 1.     | 1987 | Australian Open, Melbourne | Erba       | Anne Hobbs | Zina Garrison Sherwood Stewart | 6-3, 6-7, 3-6 |